# 菲爾·布雷德森
菲爾·布雷德森（Phil Bredesen；1943年11月21日—）是美國的一位政治人物。在2003年至2011年期間，菲爾·布雷德森擔任第48任田納西州州長職務。他的黨籍是民主黨。布雷德森首次當選田納西州州長是在2002年，並且在2006年成功連任。布雷德森也曾經擔任納什維爾市長等職務。

## 荣誉

### 外国勋章奖章
- 旭日重光章（日本，2022年4月29日公布[2]）